# Inside the Actors Studio
Inside the Actors Studio är en amerikansk TV-show som sänds på den amerikanska TV-kanalen Bravo. Programmet hade premiär 1994 och leds av James Lipton som i timslånga avsnitt intervjuar en skådespelare om deras karriär. Intervjuerna sker inför en publik bestående av teaterstudenter vid Pace University.